# Bz – Zeitung für die Region Basel
Il Bz – Zeitung für die Region Basel, precedentemente noto come Basellandschaftliche Zeitung, è un quotidiano svizzero in lingua tedesca dei cantoni Basilea Campagna, Basilea Città e parte del Canton Soletta, con sede a Basilea e Liestal.

## Storia
Il giornale fu fondato a Liestal nel 1832 con il titolo Der unerschrockene Rauracher. Il foglio, che inizialmente appariva tre-quattro volte alla settimana, divenne settimanale a partire dal secondo anno di pubblicazione. Dopo aver cambiato titolo più volte (Der Rechts- und Wahrheitsfreund aus Baselland nel 1837, Neue Basellandschaftliche Zeitung nel 1846), nel 1854 assunse il titolo Basellandschaftliche Zeitung e divenne trisettimanale. Fu trasformato in quotidiano nel 1898.
All'inizio del XX secolo il foglio, vicino agli ambienti liberali, aveva una tiratura di 6 000 copie, salita a 20 000 negli anni 1980. Nel 1992 il giornale, pubblicato a Liestal dalla famiglia di editori Lüdin, ha rilevato il quotidiano cattolico Nordschweiz, in grave difficoltà economica, aumentando così la sua tiratura a 25 136 copie nel 2000.
Nel 2007 il quotidiano venne acquistato da AZ Medien, da dicembre 2017 parte del conglomerato CH Media, cambiando il nome in bz Basellandschaftliche Zeitung. L'8 luglio 2019 il quotidiano si fuse con il bz Basel per assumere la corrente denominazione di Bz – Zeitung für die Region Basel.